# Marc Gomez
Marc Gomez (Rennes, 19 september 1954) is een Frans voormalig wielrenner.

## Belangrijkste overwinningen
1978
Eindklassement Boucles de la Mayenne
1979
Bordeaux-Saintes
1981
Bordeaux-Saintes
1982
Milaan-San Remo
1983
 Frans kampioen op de weg, Elite
3e etappe Ronde van de Aude
1985
1e etappe Ronde van Zweden
Eindklassement Ronde van Zweden
1988
Bordeaux-Cauderan

## Resultaten in voornaamste wedstrijden
| Jaar | Ronde van Italië | Ronde van Frankrijk | Ronde van Spanje |
| ---- | ---------------- | ------------------- | ---------------- |
| 1982 |                  | 71e                 | 35e (1)          |
| 1983 |                  | opgave              |                  |
| 1984 |                  |                     |                  |
| 1985 | 76e              | 99e                 |                  |
| 1986 |                  | 123e                | 74e (2)          |
| 1987 |                  | 79e                 | buiten tijd      |
| 1988 |                  |                     | 66e              |
| 1989 |                  |                     |                  |

| Jaar | Milaan-San Remo | Gent-Wevelgem | Parijs-Roubaix | Amstel Gold Race | Luik-Bast.‑Luik | Bretagne Classic | Rund um den Henninger-Turm |  | Wereldranglijsten |
| ---- | --------------- | ------------- | -------------- | ---------------- | --------------- | ---------------- | -------------------------- |  | ----------------- |
| 1982 | ↑               |               |                |                  |                 | 7e               |                            |  | 15e (SPP)         |
| 1983 | 103e            |               | 23e            | 51e              |                 |                  | 6e                         |  |                   |
| 1984 |                 |               |                |                  |                 | 9e               |                            |  |                   |
| 1985 | 58e             | 66e           | 28e            |                  |                 |                  |                            |  |                   |
| 1986 |                 |               |                |                  |                 |                  |                            |  |                   |
| 1987 | 52e             |               | 42e            |                  | 49e             | 15e              |                            |  |                   |
| 1988 |                 |               | 46e            |                  |                 | 9e               |                            |  |                   |
| 1989 | 97e             |               |                |                  |                 |                  |                            |  |                   |

Wielerploegen van Marc Gomez
Arnaud ·
Bérard ·
Bernard ·
Cornillet ·
De Vooght ·
Eriksen ·
Frei ·
Gomez ·
Guernion ·
Gutmann ·
Hinault ·
Jourdan ·
Le Guilloux (tot 15/09) ·
Leleu ·
Rault ·
Rüttimann ·
Vallet ·
Vigneron ·
Wiss
Arnaud ·
Arroyo ·
Cabrera ·
Carrera ·
Fernández ·
Gomez ·
J. Gorospe ·
R. Gorospe ·
Greciano ·
Guay ·
C. Hernández ·
J. Hernández ·
Indurain ·
Laguía ·
Myyryläinen ·
Navarro ·
Pineau ·
Prieto